# 江原雅裕
江原 雅裕（えはら まさひろ、2000年8月3日 - ）は、福岡県久留米市出身 のプロ野球選手（投手）。右投右打。東北楽天ゴールデンイーグルス所属。

## 経歴

### プロ入り前
久留米市立安武小学校の時に野球を始め、6年時には『2012福岡ソフトバンクホークスジュニアチーム』に合格。久留米市立筑邦西中学校時代は硬式野球の『佐賀フィールドナイン』に所属した。
その後は天理高校と國學院大學でプレーしたが、7年間で計3度の右肘手術があり、目立った成績は残せず、特に大学時代は公式戦登板が1試合のみであった。
大学卒業後は日鉄物産へ入社し、日本製鉄山口硬式野球部に入部。身体づくりを一から見直すと、2年目（2024年）の春に初めて150km/hに到達。7月の都市対抗ではJR西日本の補強選手として出場し、最速153km/hを計測した。さらに9月の日本選手権中国地区予選では最速157km/hを計測。10月には侍ジャパン社会人日本代表の候補選手強化合宿に参加し、合宿中の練習試合では2回1/3を無安打2奪三振無失点に抑えた。
2024年10月24日に開催されたドラフト会議にて、東北楽天ゴールデンイーグルスから4位指名を受けた。11月15日には契約金5000万円・年俸1000万円（いずれも金額は推定）で入団に合意。12月7日に新入団選手発表会見が行われ、背番号は40と発表された。担当スカウトは岩見雅紀。

### 楽天時代
2025年は春季キャンプを一軍で迎えると、オープン戦で結果を残し続け、開幕一軍を勝ち取った。開幕戦となるオリックス・バファローズ戦でプロ初登板を果たし、1回無失点に抑えた。

## 選手としての特徴
本人も「一番自信がある球はストレート」と話した最速157km/hのストレートが武器。変化球はカーブ、カットボール、フォーク、ツーシームを投じる。

## 詳細情報

### 記録

#### 初記録
投手記録
- 初登板：2025年3月28日、対オリックス・バファローズ1回戦（京セラドーム大阪）、8回裏に救援登板・完了、1回無失点[19]
- 初奪三振：2025年4月5日、対千葉ロッテマリーンズ2回戦（ZOZOマリンスタジアム）、8回裏にネフタリ・ソトから空振り三振
- 初ホールド：2025年6月15日、対阪神タイガース3回戦（楽天モバイルパーク宮城）、11回表に6番手で救援登板、1回無失点[20]

### 背番号
- 40（2025年[13] - ）